# Gnottarna
Gnottarna (norska: Gnottene) är ett barnprogram som sändes i SVT B. Det handlar om Gnottarna Kaisa, Sampler, Stella, Tander och deras boll Wow samt fladdermössen Alff och Ralff. Gaute Storaas var kompositör för serien.

## Svenska röster
- Tess Merkel – Kaisa
- Cajsa-Lisa Ejemyr – Stella
- Nick Atkinson – Sampler
- Anders Öjebo – Tander / Wow
- Jan Koldenius – Alff
- Anders Pontén – Ralff
- Johan Lindqvist – Berättaren